# Spilosoma purpurata
Spilosoma purpurata là một loài bướm đêm thuộc phân họ Arctiinae, họ Erebidae.